# Rafaela Bezanilla
Rafaela Bezanilla Bezanilla (1797 - 7 de mayo de 1855), fue una ama de casa chilena, cónyuge del presidente José Tomás Ovalle y como tal sirvió como primera dama de ese país durante su administración.

## Historia
El 3 de abril de 1812, contrajo matrimonio con su sobrino José Tomás Ovalle y Bezanilla, en la parroquia del Sagrario de Santiago. Curiosamente, ella también era hija de tío y sobrina, Francisco de Bezanilla y Bárcena y Juana de Bezanilla y Abós-Padilla. La familia Bezanilla de Chile desciende de Tirso de Bezanilla, señor de la casa solar de Bezanilla, en Presanes, Montañas de Burgos, España.
Entre algunos de los once hijos de este matrimonio, se encuentran Francisco Javier Ovalle, Ministro de Justicia de Manuel Montt, los diputados Rafael Ovalle Bezanilla y Joaquín Ovalle Bezanilla, y Manuel José Ovalle, conocido por el apodo de El Principito.
José Tomás Ovalle gobernó como Presidente de Chile desde el 24 de diciembre de 1829 hasta el 18 de febrero de 1830 y desde el 1 de abril de 1830 hasta el 8 de marzo de 1831.
A la repentina muerte de su esposo, Rafaela Bezanilla se dedicó a mantener el recuerdo de este, gestionando el nombre de un caserío del norte chico, ahora conocido como Ovalle, en honor a su marido y en Santiago, la calle Bezanilla, ubicada en la comuna de Independencia, se denomina así en honor a ella. 
Rafaela Bezanilla Bezanilla falleció el 7 de mayo de 1855. Su tumba se encuentra en el Cementerio General de Santiago.